# HD 221287
Poerava eller HD 221287 är en ensam stjärna belägen i den norra delen av stjärnbilden Tukanen. Den har en skenbar magnitud av ca 7,82 och kräver åtminstone en stark handkikare eller ett mindre teleskop för att kunna observeras. Baserat på parallax enligt Gaia Data Release 2 på ca 17,9 mas, beräknas den befinna sig på ett avstånd på ca 183 ljusår (ca 56 parsek) från solen. Den rör sig närmare solen med en heliocentrisk radialhastighet på ca -22 km/s.

## Nomenklatur
HD 221287 fick på förslag av Cooköarna namnet Poerava i NameExoWorlds-kampanjen som 2019 anordnades av International Astronomical Union. Poerava är ord för ’stor mystisk svart pärla av fullständig skönhet och perfektion’ på det lokala Maori-språket.

## Egenskaper
HD 221287 är en gul till vit stjärna i huvudserien av spektralklass F7 V och med en aktiv atmosfär. Svala stjärnfläckar på ytan ger signaler om en radiell hastighet som moduleras av en rotationsperiod på ca 5 dygn. Den har en massa som är ca 1,2 solmassor, en radie som är ca 1,2 solradier och har ca 1,9 gånger solens utstrålning av energi från dess fotosfär vid en effektiv temperatur av ca 6 400 K.

## Planetssystem
I mars 2007 upptäckte astronomen Dominique Naef med hjälp av HARPS-spektrografen bland annat exoplaneten HD 221287 b. Med hjälp av amplituden från observationer med HARPS beräknade han en minsta massa på 3,12 gånger Jupiters, vilket gjorde den till en superjupiter. Denna planet kretsar med låg excentricitet 25 procent längre från stjärnan än jorden gör från solen.
Stabilitetsanalysen visar att planeter av jordstorlek med bana i HD 221287 b:s trojanska punkter, som ligger 60 grader före och bakom planeten i dess omloppsbana, skulle vara stabila under långa tidsperioder.
| Planet      | Massa           | Halv storaxel (AE) | Siderisk omloppstid (d) | Excentricitet | Inklination | Radie |
| ----------- | --------------- | ------------------ | ----------------------- | ------------- | ----------- | ----- |
| b (Pipitea) | ≥3,09 ± 0,79 MJ | 1,25 ± 0,04        | 456,1 ± 6,5             | 0,08 ± 0,11   | -           | -     |